# Calator
Ein Calator (lateinisch, von calare „ausrufen“; Plural calatores) war im antiken Rom ein Sklave oder Freigelassener, der bestimmte Funktionen ausübte. Generell bezeichnete das Wort einen Sklaven, der Botendienste versah oder seinen Herrn begleitete und als dessen „Gedächtnisstütze“ fungierte (übliche Bezeichnung hierfür: nomenclator).
Im Speziellen waren Calatores Hilfsbeamte, die den höheren Priesterkollegien unterstanden. Sie dienten den Priestern als Herolde und sorgten für die Einhaltung von kultischen Vorschriften, wie sie etwa für den Flamen Dialis galten.